# Liste von Datensicherungsprogrammen
Das ist eine Liste von Programmen, die Datensicherungen durchführen.
| Programm                            | Lizenz                        | Windows             | Mac OS X               | Linux                          | Grafische Benutzeroberfläche                            | Webinterface                                       | Webmin-Modul            | Letzte Aktualisierung |
| ----------------------------------- | ----------------------------- | ------------------- | ---------------------- | ------------------------------ | ------------------------------------------------------- | -------------------------------------------------- | ----------------------- | --------------------- |
| AMANDA                              | BSD                           | ja                  | ja                     | ja                             | nein                                                    | ja                                                 | ja                      |                       |
| Areca Backup                        | GPL 2.0                       | ja                  | ja                     | ja                             | ja                                                      | nein                                               | nein                    | 26. Aug. 2015         |
| Back In Time                        | GPL-2.0-or-later              | nein                | nein                   | ja                             | ja                                                      | nein                                               | nein                    | 3. Dez. 2024          |
| Bareos                              | AGPLv3                        | ja                  | ja                     | ja                             |                                                         | ja                                                 |                         |                       |
| BorgBackup                          | BSD Version 3                 | ja (mit Cygwin)     | ja                     | ja                             | Optional                                                | nein                                               | nein                    |                       |
| cpio                                | GPL 3.0                       | ja (durch GnuWin32) | nein                   | ja                             | nein                                                    | nein                                               | ja (separater Download) |                       |
| Crashplan                           | Closed Source, Freemium       | ja                  | ja                     | ja                             | ja                                                      | nein                                               | nein                    |                       |
| dump                                | BSD                           | nein                | nein                   | ja                             | nein                                                    | nein                                               | nein                    |                       |
| duplicity                           | GPL                           | teils (mit Cygwin)  | ja                     | ja                             | teils (z. B. Déjà Dup, muss separat installiert werden) | nein                                               | nein                    | 2. Sep. 2023          |
| Duplicati                           | LGPL                          | ja                  | ja (nur Kommandozeile) | ja                             | ja                                                      | ja                                                 | nein                    |                       |
| HDClone                             | Closed Source, Freemium       | ja                  | nein                   | teils (als Standalone-Version) | ja                                                      | nein                                               | nein                    |                       |
| restic                              | BSD 2-Clause                  | ja                  | ja                     | ja                             | nein                                                    | nein                                               | nein                    |                       |
| robocopy                            | Closed Source                 | ja                  | nein                   | nein                           | nein                                                    | nein                                               | nein                    |                       |
| rdiff-backup                        | GPL                           | ja                  | ja                     | ja                             | teils (rdiff-backup-web, Benutzung via Webbrowser)      | teils (rdiff-backup-web, Benutzung via Webbrowser) | nein                    |                       |
| rsnapshot                           | GPL                           | teils (via Cygwin)  | ja                     | ja                             | nein                                                    | nein                                               | ja (separater Download) |                       |
| rsync                               | GPL 2.0                       | teils (via Cygwin)  | ja                     | ja                             | ja grsync (Linux)                                       | nein                                               | nein                    |                       |
| Windows Home Server Computer Backup | Closed Source, Microsoft EULA | ja                  | nein                   | nein                           | ja                                                      | nein                                               | nein                    |                       |
| Time Machine (Apple)                | Closed Source                 | nein                | ja                     | nein                           | ja                                                      | n.k.                                               | n.k.                    |                       |